# Xylopia stenopetala
Xylopia stenopetala Oliv. – gatunek rośliny z rodziny flaszowcowatych (Annonaceae Juss.). Występuje naturalnie na Sumatrze i Borneo (zarówno w malezyjskiej, jak i indonezyjskiej części wyspy). 

## Morfologia
PokrójZimozielone drzewo dorastające do 30 m wysokości. Kora jest gładka i ma czerwoną barwę. Młode pędy są owłosione.
LiścieMają eliptycznie podłużny kształt. Mierzą 9,5–11,5 cm długości oraz 3,5 szerokości. Są prawie skórzaste. Nasada liścia jest zaokrąglona. Wierzchołek jest ostry lub spiczasty. Ogonek liściowy jest owłosiony i dorasta do 3–5 mm długości.
KwiatySą pojedyncze lub zebrane w pęczkach. Rozwijają się w kątach pędów. Płatki mają liniowy kształt i dorastają do 25 mm długości.
OwoceRozłupnie o cylindrycznym kształcie. Osiągają 5–10 cm długości.